# Mark Reed (físico)
Mark A. Reed ( * 4 de enero de  1955 (70 años) es un físico estadounidense y profesor de la Universidad de Yale. 
Ha hecho contribuciones en el área de los nanocristales, transporte electrónico en nanoescala y sistemas mesoscópicos, materiales y dispositivos artificialmente estructurados y electrónica molecular. 
Es autor de más de 170 publicaciones y de 25 patentes, y ha efectuado más de 250 conferencias.
Reed recibió el doctorado en física en la Universidad de Syracuse en 1983.  Estuvo en Texas Instruments desde 1983 hasta 1990, donde demostró el primer dispositivo de nanocristales. Ha estado en la Universidad de Yale desde 1990, donde ejerce la cátedra Harold Hodgkinson de ingeniería y ciencia aplicada.

## Galardones
- Fortune Magazine “Most Promising Young Scientist” (1990)
- Kilby Young Innovator Award (1994)
- DARPA ULTRA Most Significant Achievement Award (1997)
- Syracuse University Distinguished Alumni award (2000)
- Fujitsu ISCS Quantum Device Award (2001)
- Yale Science and Engineering Association Award for Advancement of Basic and Applied Science (2002)
- Electo Miembro de la American Physical Society (2003)
- Electo Miembro Connecticut Academy of Science and Engineering, and Who's Who in the World.
- Electo Miembro Canadian Institute for Advanced Research (2006)

- Datos: Q194208